# Ministerium für Landwirtschaft und ländliche Entwicklung

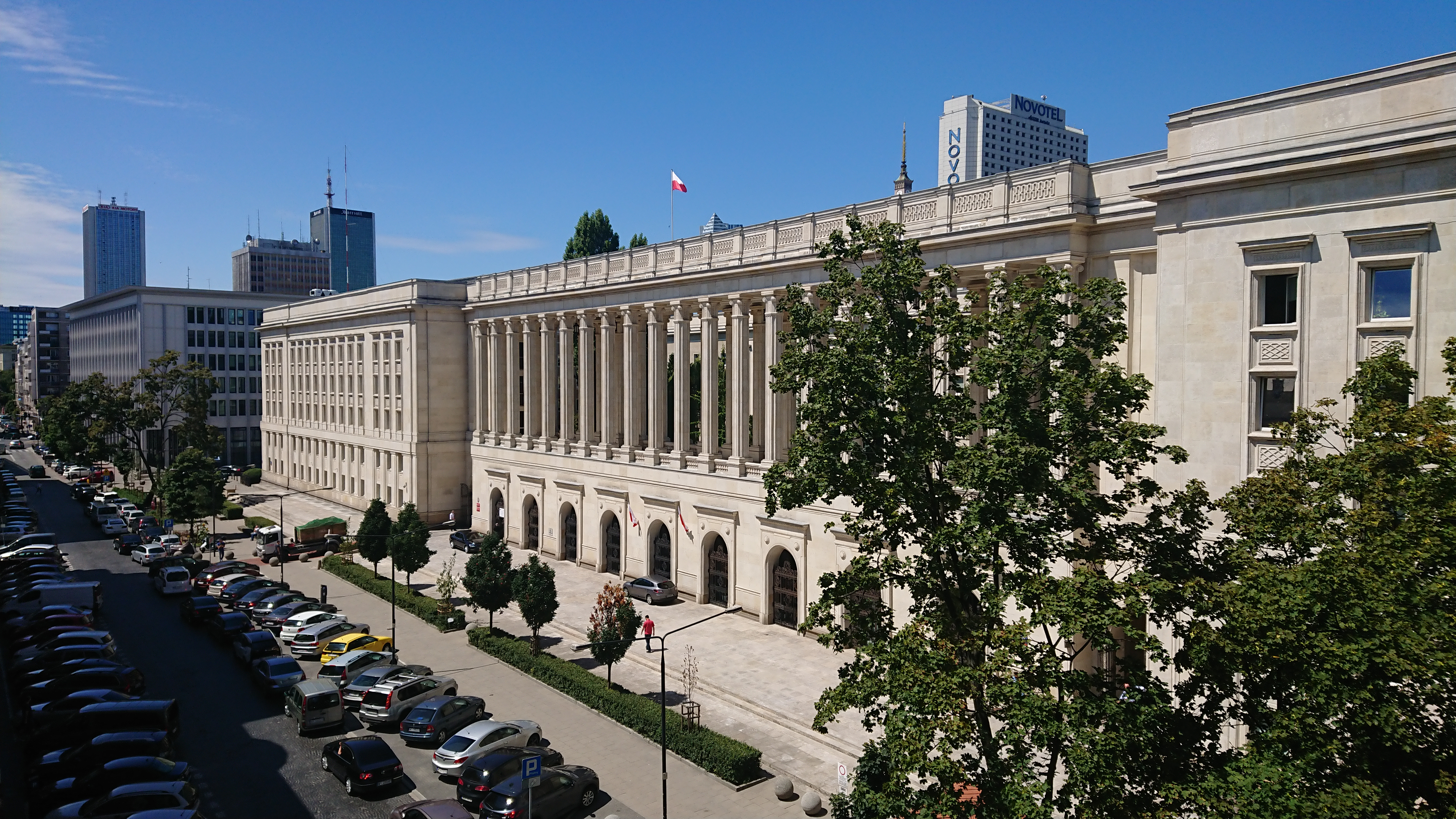
Hauptgebäude

Das Ministerium für Landwirtschaft und ländliche Entwicklung (polnisch: Ministerstwo Rolnictwa i Rozwoju Wsi – MRiRW) ist ein Ministerium der Republik Polen. Die Behörde ist für die landwirtschaftliche Produktion, die Lebensmittelindustrie, die Fischerei, die Entwicklung des ländlichen Raumes sowie die Beaufsichtigung der Schädlingsbekämpfung und veterinärmedizinische Kontrollen zuständig. Der Sitz des Ministeriums befindet sich in der Ulica Wspólna 30 in Warschau. Seit dem 13. Dezember 2023 leitet Czesław Siekierski (PSL) die Behörde. Seine Vorgängerin war Anna Gembicka (PiS).
Dem Ministerium unterstehen verschiedene staatseigene Agenturen, wie die Agencja Rynku Rolnego (ARR, Agentur für Agrarmarkt), die Agencja Restrukturyzacji i Modernizacji Rolnictwa (ARiMR, Agentur für Umstrukturierung und Modernisierung der Landwirtschaft) und die Agencja Nieruchomości Rolnych (ANR, Agentur für landwirtschaftliche Immobilien); außerdem die Sozialversicherung für Landwirte Kasa Rolniczego Ubezpieczenia Społecznego (KRUS), mehrere Inspektorate und Institute.